# Bataille d'Al-Fule
Croisades en Terre Sainte
La bataille d'Al-Fule (en termes croisés La Fève, en latin Castrum Fabe) est, lors des croisades, une bataille au sud-est d'Afoula en Palestine entre les forces de Guy de Lusignan et celles de Saladin, qui se déroula en 1183 pendant plus d’une semaine entre septembre et octobre 1183. La bataille finale eut lieu le 6 octobre, quand Saladin décida d’abandonner.